# ムリエウ・グスタヴォ・ベッケル
ムリエウ（Muriel）ことムリエウ・グスタヴォ・ベッケル（ポルトガル語: Muriel Gustavo Becker、1987年2月14日 - ）は、ブラジルのサッカー選手。カンピオナート・ブラジレイロ・セリエB・ECヴィトーリア所属。ポジションはGK。
リヴァプールFC所属のブラジル代表GK、アリソン・ベッカーは弟。

## クラブ歴

### インテルナシオナル
SCインテルナシオナルの下部組織出身でトップチームに昇格。2009年にSERカシアス・ド・スルとアソシアソン・ポルトゥゲーザ・ジ・デスポルトスに期限付き移籍した。
2016年7月にカンピオナート・ブラジレイロ・セリエBのECバイーアに期限付き移籍。

### ベレネンセス
2017年6月13日に、プリメイラ・リーガのCFベレネンセスに2年契約で移籍し、国外初挑戦。16日後のタッサ・ダ・リーガ・レアルSC戦で移籍後初出場となったが、ホームで0-1とされ敗北。しかし、相手はこの試合で出場停止だったアブ・トゥーレを起用していたために勝利した。リーグでの初出場は8月7日であったが、この試合も1-0で敗北した。
翌シーズンはクラブが分裂しベレネンセスSADと改名してチームが存続するという事態に見舞われたものの、彼はプロチームに残留し、正ゴールキーパーとして活躍した。その中でも2018年10月27日の試合ではSLベンフィカをホームで2-0の完封に抑えている。ベレネンセスでの最後の試合は翌年5月5日に行われたスポルティング・クルーベ・デ・ポルトゥガル戦であったが、相手FWのハフィーニャにパスをして10分に失点したのを嚆矢に、21分にレッドカードで退場、彼の代わりに入ったギリェルメ・オリヴェイラも7失点して8-1の惨敗という結果となってしまった。

### フルミネンセ
2019年7月5日にカンピオナート・ブラジレイロ・セリエAのフルミネンセFCに3年半契約で移籍。7月24日にコパ・スダメリカーナ2019で移籍後初出場し、2-1の勝利となった。4日後にリーグで初出場したものの、彼のミスもあり、2-1で敗北した。

## プレースタイル
スピードと飛び出しのタイミングに定評のある選手である。

## 私生活
弟のアリソンはブラジル代表の正ゴールキーパー。インテルナシオナル時代には兄弟揃って在籍していた時期がある。